# Leucophanes naumannii
Leucophanes naumannii är en bladmossart som beskrevs av C. Müller 1889. Leucophanes naumannii ingår i släktet Leucophanes och familjen Calymperaceae. Inga underarter finns listade i Catalogue of Life.